# Jarosław Maciejewski
Jarosław Maciejewski (ur. 23 grudnia 1924 w Poznaniu, zm. 28 października 1987 tamże) – polski historyk literatury.

## Życiorys
Pracę asystencką rozpoczął 1949 w Katedrze Literatury Polskiej Uniwersytetu Poznańskiego. W 1960 obronił pracę doktorską zatytułowaną „Wielkopolskie” opowiadania Henryka Sienkiewicza. Habilitował się w tym samym roku na podstawie rozprawy Gdy gościł w Wielkopolszcze (Adam Mickiewicz w Wielkim Księstwie Poznańskim 1831-1832). Docentem został w 1961, zaś w 1973 profesorem nadzwyczajnym.
Razem z Zofią Trojanowiczową wydał w 1981 pierwszą w PRL książkę poświęconą wydarzeniom Poznańskiego Czerwca 1956 – Poznański Czerwiec 1956, która w 1991 została wyróżniona Nagrodą Naukową Miasta Poznania (nagroda miała charakter zespołowy, wyróżniono poza głównymi autorami także współpracowników – Aleksandra Ziemkowskiego, Jana Sandorskiego, Aleksandra Bergera, Łucję Łukaszewicz, Władysława Markiewicza i Piotra Czartołomnego).

## Wybrane prace
- Słowacki w Wielkopolsce. Szkice i materiały (1955)
- „Kordian”. Dramatyczna trylogia (1961)
- Trzy szkice romantyczne. O „Dziadach”, „Balladynie”, Epilogu „Pana Tadeusza” (1967)
- Mickiewicza wielkopolskie drogi (1972)
- Florenckie poematy Słowackiego (1974)
- Powieści poetyckie Słowackiego (1991)